# Automeris doelfi
Automeris doelfi é uma espécie de mariposa do gênero Automeris, da família Saturniidae. A espécie foi considera sinônima da A. caucensis
Sua ocorrência foi registrada no Equador, província de Pichincha, vulcão Palulaliua, a 2.400 m de altitude.